# Hella Haasse
Hella Serafia Haasse (n. 2 februarie 1918, Jakarta, Indonezia – d. 29 septembrie 2011, Amsterdam, Țările de Jos) este una dintre cele mai importante scriitoare neerlandeze din literatura neerlandeză modernă.
Activă ca eseistă, poetă, dramaturgă și romancieră, Haasse este larg cunoscută prin romanele Oeroeg, publicat în 1948, listat pe cunoscuta listă Boekenweekgeschenk, romanul istoric Pădurea așteptărilor din 1949 și romanul inspirat din viața în Indiile olandeze Domnii ceaiului din 1992. În 1983 a devenit laureată a premiului P.C. Hooft și în 2004 laureată a premiului Prijs der Nederlandse Letteren. 
Haase a fost unul dintre primii scriitori olandezi care și-a promovat activ munca în străinătate și este unul dintre cei mai citiți scriitori olandezi în străinătate. Până în prezent, este, de asemenea, singura autoare care a organizat de trei ori Boekenweekgeschenk.

## Galerie

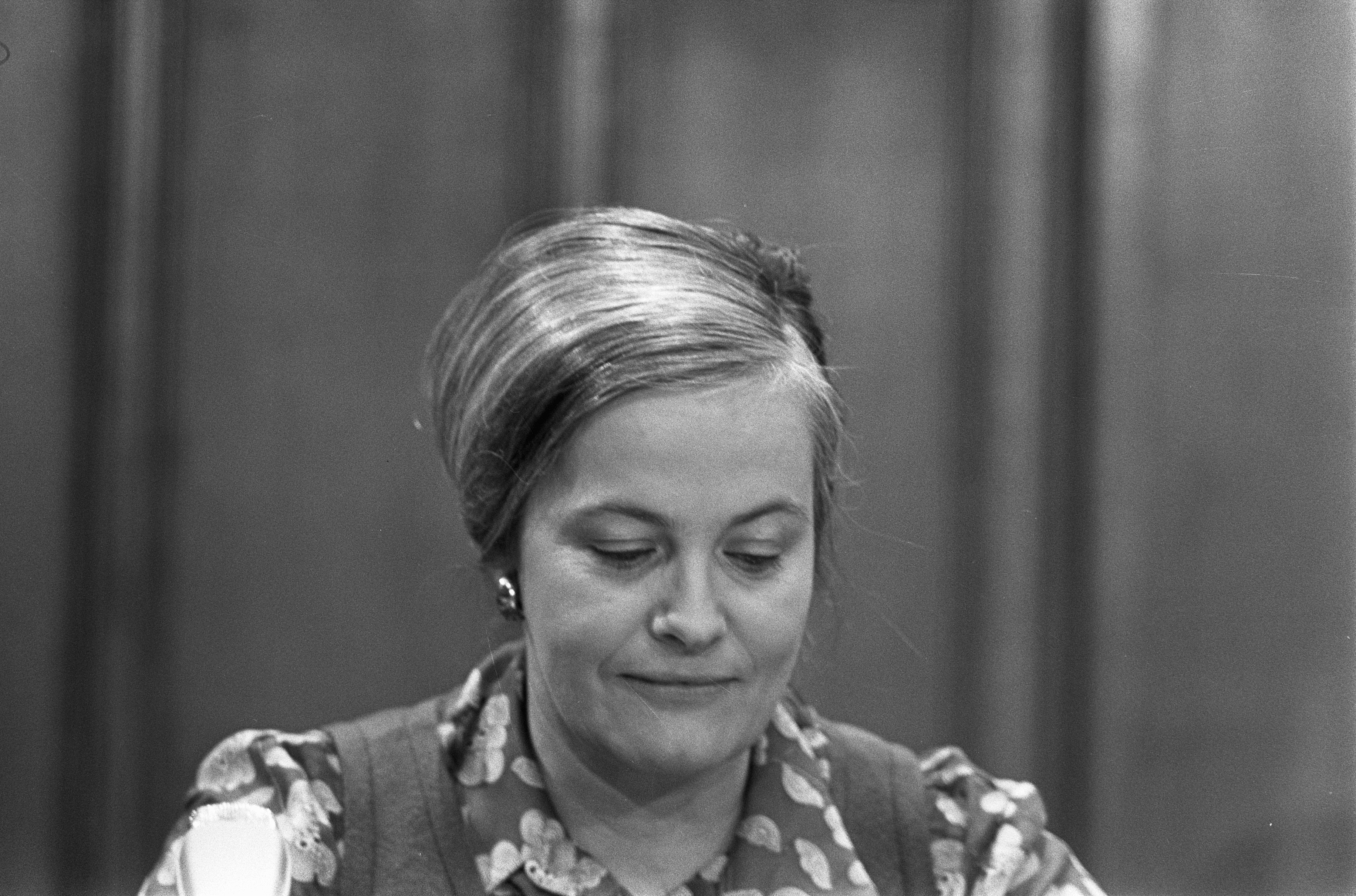
Haasse 1970
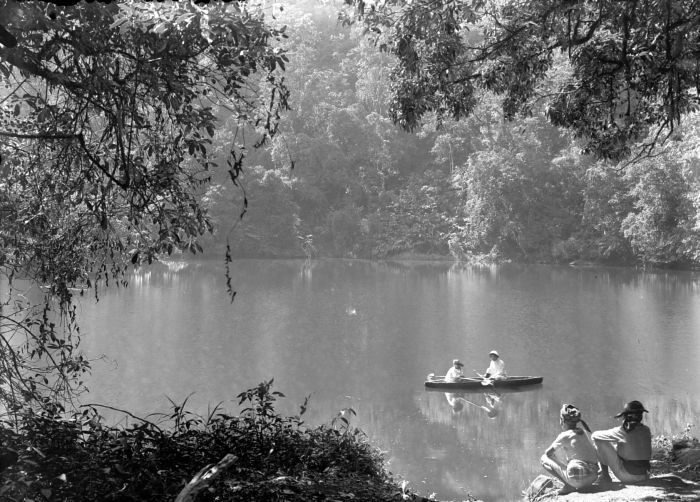
Lacul Telaga Hideung din Java, aflat în apropierea locului, unde Hella Haasse a copilărit și de unde s-a inspirat sensibil în romanul său de debut Oeroeg
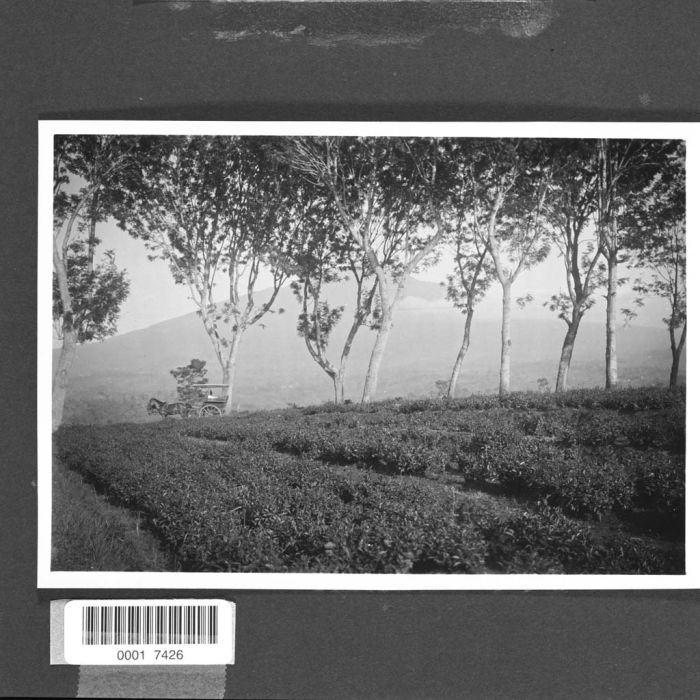
Plantație de ceai, Java, Indiile olandeze de est, 1910 – 1940